# 기타우라정 (미야자키현)
기타우라정(北浦町)은 미야자키현 히가시우스키군의 옛 정이다. 